# ضريح يعزى إلى أبو سعيد أبو الخير
ضريح يعزى إلى أبو سعيد أبو الخير (بالفارسية: آرامگاه منسوب به ابوسعید ابوالخیر) هو ضريح تاريخي يعود إلى القاجاريون، ويقع في مقاطعة مة ولات.